# Harry Mulisch
Harry Mulisch, nizozemski pisatelj, * 29. julij 1927, Haarlem, Nizozemska, † 30. oktober 2010, Amsterdam.
Njegova mati je bila judovskega rodu, oče pa Avstrijec. Živel in deloval je v Amsterdamu. Velja za enega najpomembnejših nizozemskih povojnih pisateljev. Njegovo najpomembnejše delo je roman De ontdekking van de hemel. 

## Dela
- 1947 Ik, Bubanik
- 1952 archibald strohalm
- 1952 Tussen hamer en aambeeld
- 1952 De diamant: een voorbeeldige geschiedenis
- 1953 Chantaje op het leven
- 1955 De sprong der paarden en de zoete zee
- 1955 Het mirakel: episodes van troost en liederlijkheid uit het leven van de heer Tiennoppen
- 1956 Het zwarte licht
- 1957 De versierde mens
- 1958 Manifesten
- 1959 Het stenen bruidsbed
- 1960 Tanchelijn
- 1961 Voer voor psychologen
- 1961 Wenken voor de Bescherming van Uw Gezin en Uzelf, Tijdens de Jongste Dag
- 1962 De zaak 40/61
- 1962 Quauhquauhtinchan in den vreemde: een sprookje
- 1966 Bericht aan de rattenkoning
- 1967 Wenken voor de Jongste Dag
- 1968 Het woord bij de daad: getuigenis van de revolutie op Cuba
- 1970 De verteller
- 1970 Paralipomena Orphica
- 1972 Oidipous Oidipous
- 1971 De verteller verteld
- 1972 Soep lepelen met een vork: tegen de spellinghervormers
- 1972 Wat gebeurde er met sergeant Massuro?
- 1972 De toekomst van gisteren: protocol van een schrijverij
- 1973 Woorden, woorden, woorden
- 1973 Het seksuele bolwerk
- 1974 De vogels: drie balladen
- 1974 Bezoekuur
- 1975 Mijn getijdenboek
- 1975 Volk en vaderliefde
- 1975 Tegenlicht
- 1975 Kind en kraai
- 1975 Twee vrouwen
- 1976 Het ironische van de ironie. Over het geval G.K. van het Reve
- 1976 De grens
- 1976 Vergrote raadsels: verklaringen, paradoxen en mulischesken
- 1976 De wijn is drinkbaar dankzij het glas
- 1977 Oude lucht
- 1977 De taal is een ei
- 1977 Oude lucht: drie verhalen
- 1978 Wat poëzie is: een leerdicht
- 1979 Paniek der onschuld
- 1980 De compositie van de wereld
- 1982 Opus Gran
- 1982 De Aanslag
- 1983 Egyptisch
- 1984 Het Boek
- 1985 Hoogste tijd
- 1987 De pupil
- 1988 De elementen
- 1988 Het licht
- 1989 Voorval: variatie op een thema
- 1989 Het beeld en de klok
- 1990 De zuilen van Hercules
- 1992 De ontdekking van de hemel
- 1995 Bij gelegenheid
- 1996 De Oer-Aanslag
- 1997 Zielespiegel: bij wijze van catalogus
- 1998 Het zevende land
- 1999 De procedure
- 2000 Het theater, de brief en de waarheid
- 2001 Siegfried: een zwarte idylle